# Koreasat 5A
O Koreasat 5A (também conhecido por Mugungwha 5A) é um satélite de comunicação geoestacionário sul-coreano que está sendo construído pela Thales Alenia Space. Ele será colocado na posição orbital de 113 graus de longitude leste e vai ser operado pela KT Sat. O satélite será baseado na plataforma Spacebus-4000B2 e sua vida útil estimada será de 15 anos.

## História
A Thales Alenia Space anunciado em maio de 2014, que assinou um contrato com a operadora de serviços de satélite coreana KT Sat, subsidiária da KT Corporation, a construção de dois satélites de telecomunicações, o Koreasat 7 e o Koreasat  5A. Os dois satélites vai fornecer acesso à internet, multimídia, radiodifusão e serviços de comunicações fixas.

## Lançamento
O satélite está previsto para ser lançado ao espaço no ano de 2017, por meio de um veículo Falcon 9 Full Thrust a partir da Estação da Força Aérea de Cabo Canaveral, na Flórida, EUA. Ele terá uma massa de lançamento de 3500 kg.

## Capacidade e cobertura
O Koreasat 5A será eqipado com vários transponders em banda Ku para fornecer acesso à internet, multimídia, radiodifusão e serviços de comunicações fixas para à Coreia, Japão, Indochina e Oriente Médio.